# Павло Фабій Персік
Павло́ Фа́́бій Пе́рсік (1 рік до н. е. — 54 рік н. е.) — політичний діяч Римської імперії, консул 34 року.

## Життєпис
Походив з патриціанського роду Фабіїв. Син Павла Фабія Максима, консула 11 року до н. е., та Марції. У 15 році був кооптований до колегії арвальських братів на місце свого батька. У 25 році призначений квестором імператора Тиберія. У 34 році його обрали консулом разом з Луцієм Вітеллієм. На цій посаді організував святкування на честь другого десятиліття правління імператора Тиберія. У 42 або 43 році Персік увійшов до складу колегії  понтифіків та августалів. У цей же час обійняв посаду куратора гирла та берегів Тибру. З 44 до 45 року як проконсул керував провінцією Азія. Тут видав едикт стосовно регулювання культу Артеміди в Ефесі та інших релігійних питань.
Імператор Клавдій називав Персіка своїм другом. Сенека стверджував, що своєю кар'єрою Персік зобов'язаний лише знатності та подвигам предків, звинуватив його в аморальному способі життя.

## Родина
- Фабій Персік Астурік
- Фабій Нумантін, жрець 63 року.